# Manjabálago
Manjabálago y Ortigosa de Rioalmar – gmina w Hiszpanii, w prowincji Ávila, w Kastylii i León, o powierzchni 17,01 km². W 2011 roku gmina liczyła 40 mieszkańców.